# ЛП-83
ЛП-83 (Ленінградський Причіпний проекту 1983 року) — експериментальний вагон, випущений у 1983 році Ленінградським вагоноремонтним заводом.

## Історія
У 1983 році на ленінградському заводі ВАРЗ був сконструйований і побудований дослідний причіпний вагон типу ЛП-83, що є вагоном ЛМ-68М без кабіни, місце якої зайняв накопичувальний майданчик, аналогічний задньому. Вагон не містив електроустаткування, за винятком ланцюгів керування барабанно-колодковим гальмом. Вагон був направлений на випробування до трамвайного парку ім. Скороходова. Випробування показали низьку надійність гальмівної системи та підвищену дію на колію необмоторених візків. Згодом таких вагонів не будували.

## Експлуатація
Єдиний вагон працював як причіпний під номером 6600 з вагоном ЛМ-68М № 6450 з 1983 по 1988. У 1988 вагон був списаний.